# مسجد رایا بیت‌الرحمن
۳۱°۵۹′۴۶″ شمالی ۴۴°۱۸′۵۱″ شرقی / ۳۱٫۹۹۶۱۱°شمالی ۴۴٫۳۱۴۱۷°شرقی

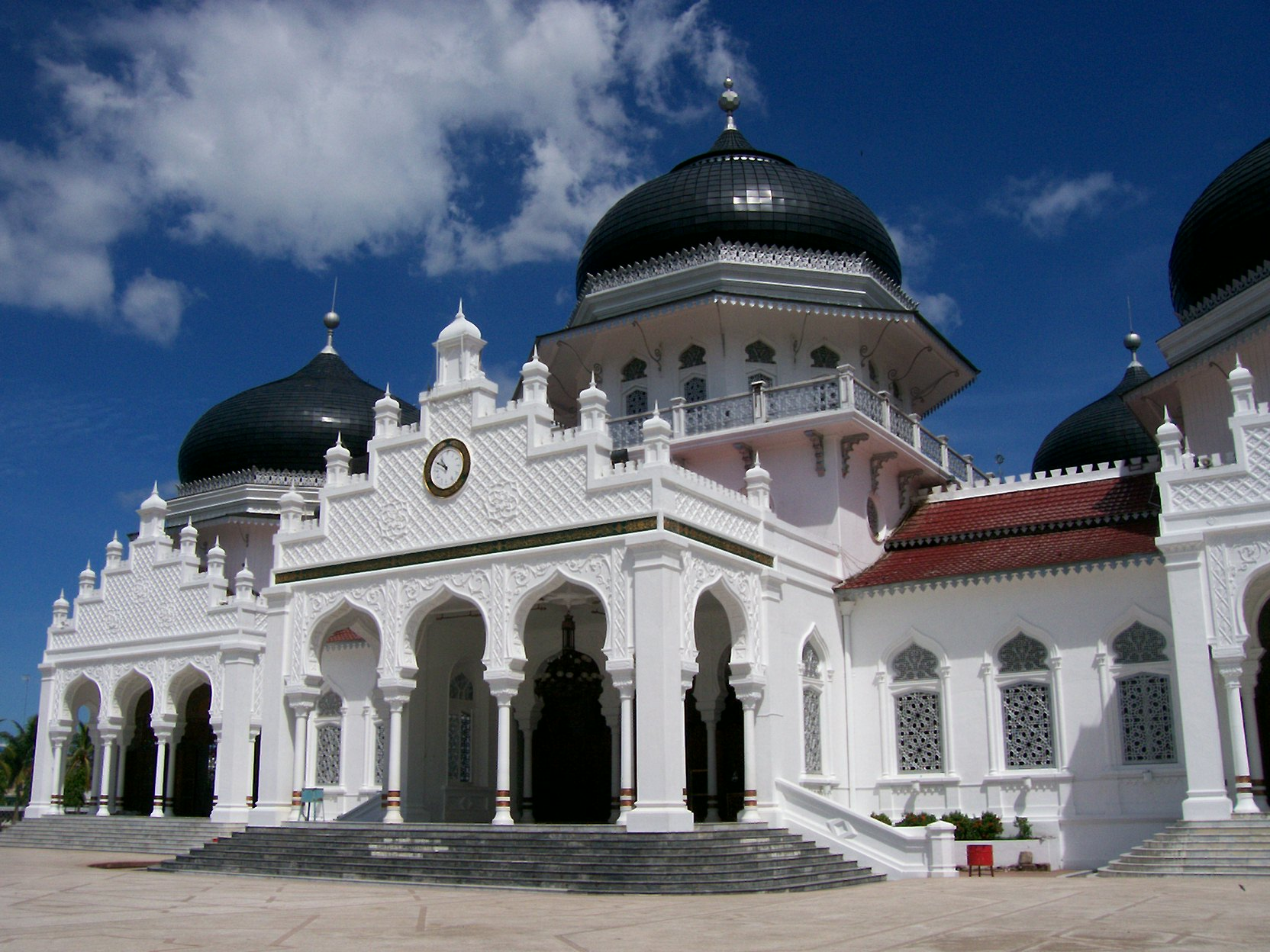
مسجد رایا بیت‌الرحمن

مسجد رایا بیت‌الرحمن مسجد بزرگی است در مرکز شهر باندا آچه در آچه کشور اندونزی.
ساخت این مسجد در ۱۸۷۹ آغاز شد و در ۱۸۸۱ به اتمام رسید. با وجود تسونامی سال ۲۰۰۴ در اندونزی، که موجب تخریب بخش عمده‌ای از شهر شد، این مسجد باقی ماند.